# The Chronology of Water
The Chronology of Water är en amerikansk romantisk biografisk dramafilm som hade premiär på Cannes filmfestival den 16 maj 2025. Den är regisserad av Kristen Stewart efter ett manus skrivet av Stewart och Andy Mingo.

## Handling
En olympisk simhoppare på väg mot toppen flyr sitt våldsamma hem tack vare ett stipendium i Texas. När hon förlorar det till följd av sitt alkoholberoende, börjar hon studera författarskap hos Ken Kesey i Oregon.

## Rollista (i urval)
- Imogen Poots – Lidia Yuknavitch
- Thora Birch – Claudia
- Jim Belushi – Ken Kesey
- Tom Sturridge – Devin
- Earl Cave
- Kim Gordon
- Anna Wittowsky – den yngre Lidia